# Standards, Vol. 2
Standards, Vol. 2 från 1985 är det tredje musikalbumet med Keith Jarretts "Standards Trio”. Trion bildades på initiativ av producenten Manfred Eicher på ECM och samlades utan att repetera och utan någon planerad låtlista i en studio på Manhattan för att under en och en halv dag spela in jazzstandards. Det inspelade materialet räckte till tre album Standards, Vol. 1 & 2 och Changes.

## Låtlista
1. So Tender (Keith Jarrett/Airto Moreira) – 7:19
2. Moon and Sand (Alec Wilder/William Engvick/Morty Palitz) – 8:59
3. In Love in Vain (Jerome Kern/Leo Robin) – 7:14
4. Never Let Me Go (Jay Livingston/Ray Evans) – 7:52
5. If I Should Lose You (Ralph Rainger/Leo Robin) – 8:32
6. I Fall in Love Too Easily (Jule Styne/Sammy Cahn) – 5:12

## Medverkande
- Keith Jarrett – piano
- Gary Peacock – bas
- Jack DeJohnette – trummor